# 산림 (정치)
산림(山林)은 학식과 덕이 높으나 벼슬을 하지 아니하고 숨어 지내는 선비로서 산림지사(山林之士), 산림숙덕지사(山林宿德之士), 산림독서지사(山林讀書之士)의 약칭이다. 임하지인(林下之人), 임하독서지인(林下讀書之人)이라고도 한다. 이들은 붕당 정치기에 사상적 지주였다. 특히 산림은 조선 시대에 은거한 선비 가운데 나라의 부름을 받아 특별 대우를 받던 사람을 가리킨다.
이는 사림파의 중앙정계 진출 이후, 사림파가 기득권화 되자 조정에 출사하지 않고 향리에서 학문 연구와 독서, 후학 양성을 하는 사림파 학자들을 기득권화된 사림파들과 따로 구분하여 부르기 시작하였다. 산림은 선조 대의 정구, 정인홍, 광해군, 인조 대의 김장생, 장현광, 김집, 송시열, 송준길, 허목, 윤휴, 윤선도, 심광수 등이 대표적인 인물들이었다.

## 기원
산림의 기원은 광해군 때의 정인홍으로 거슬러 올라간다. 매천 황현에 의하면 '광해군 때 이이첨이 정권을 잡고 정인홍을 삼공(영의정, 좌의정, 우의정)의 자리에 앉혔다.'고 하였다. 그에 의하면 항상 대사를 처리함에 있어 이들 산림은 현직 권력자와 '겉과 속이 통하였으며 유현지론(유학에 정통하고 언행이 바른 사람임을 논함)을 빙자하여 흉중에 들은 것을 행하였다. 그러자 당국자들은 그것을 정치의 표본으로 삼았는데 정국이 바뀔 때마다 벼슬을 그만두고 은거한 사람들 중에서 추천하여 영수를 삼았다.'고 하였다.
이런 전통은 후대에도 계속되어 인조 대의 김장생, 장현광 김상헌, 박지계, 김집, 안방준, 효종 대의 허목, 김홍욱, 송시열, 송준길, 홍우원, 윤선도, 윤휴, 심광수, 숙종 대의 권상하, 윤증, 영조 대의 심육, 정조 대의 김종수, 안정복 등이 산림의 영수로서 중용되었다. 이들은 수많은 제자들을 통해 조선 시대의 여론 형성에 큰 영향을 미쳤다.

## 경과
산림의 전통은 대원군 집권 때에도 계속되었다. 대원군때까지만 해도 이를 부끄럽게 생각하는 사람이 없었는데 마침 벽계 이항로와 노사 기정진이 '양경항의척사'(서양세력을 내침을 항의하여 천주교를 배척함)의 상소를 올렸다. 이때 이항로의 상소가 매우 깐깐했는데 당시 사람들은 백년 이래의 최고의 상소라고 칭하기도 했다.
이항로와 기정진은 동시에 그것도 갑작스럽게 발탁되어서 아경(육조의 참판)의 벼슬까지 올라갔다. 두 사람의 학술과 문장은 당대를 억압할 수 있었고 입신(출세) 또한 본말(밑과 끝)이 있었기 때문에 과거처럼 권세있는 사람에게 머리를 굽실대는 일이 없었다.

## 기타
산림은 숨어사는 선비인 은사나 은자, 은일사와는 달리 성리학 또는 유교 학문을 전문적으로 연구하는 사람들이었다. 임진왜란, 정유재란 이후 기득권화된 사림파인 동인, 서인은 산림숭용이라 하여 각각 자파의 명망있는 산림인사를 중용하여 청류의 이미지를 쌓으려 노력하였다.
황현은 이들 산림에게도 현명함과 간사함이 있다고 평가하였다. 그에 의하면 비록 현과 간이 똑같지는 않지만 산림임을 자칭하는 사람들이 많았다고도 하였다.

## 같이 보기
- 사림

## 참고 문헌
- 조선왕조실록
- 이건창, 《당의통략》
- 황현, 《매천야록》 (정동호 역, 일문서적, 2011)